# Fazacsel

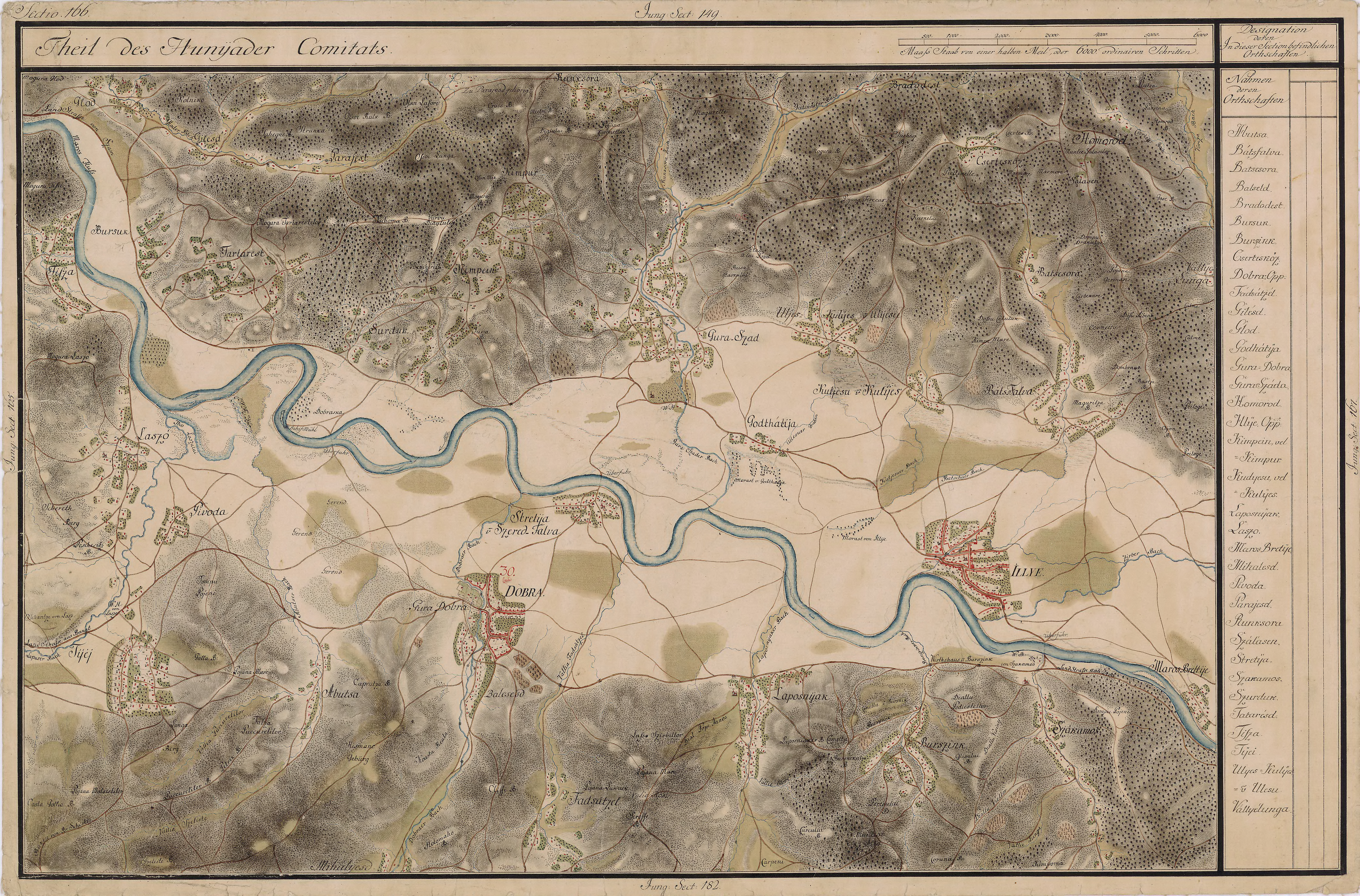
Fazacsel egy régi térképen

Fazacsel románul: Făgețel, település Romániában, Erdélyben, Hunyad megyében.

## Fekvése
Marosillyétől délnyugatra, Sztregonya és Lapusnyak közt fekvő település.

## Története
Fazacsel, Facset nevét 1491-ben említette először oklevél p. Faczet néven. 1733-ban Fadzazel, 1750-ben Fadseczel, 1760–1762 között Fadsaczel, 1805-ben Fadsatzel, 1808-ban Fadzaczél ~ Fadsaczél, Fasseln ~ Fatzellen, Fadcselul, 1861-ben Fádsáczel, 1888-ban Fazacsel (Fagiacel, Fadsetsel), 1913-ban Fazacsel néven írták.
A trianoni békeszerződés előtt Hunyad vármegye Marosillyei járásához tartozott. 1910-ben 182 román, görögkeleti ortodox lakosa volt.